# نیکولا رومئو
نیکولا رومئو (به ایتالیایی: Nicola Romeo) (زاده ۲۸ آوریل ۱۸۷۶ - درگذشته ۱۵ اوت ۱۹۳۸) صنعتگر، کارآفرین و مهندس ایتالیایی بود، که در سال ۱۹۱۵ شرکت خودروسازی آلفا رومئو را تأسیس نمود.